# カリーラとディムナ

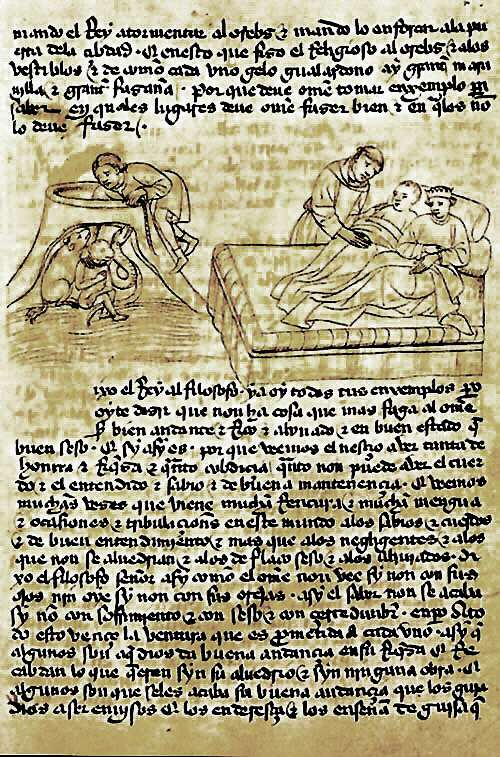
『カリーラとディムナ』の原稿

『カリーラとディムナ』（Kalīla wa Dimna）は、アラビア語文学の物語。インドの寓話集『パンチャタントラ』を基盤とした寓話集である。
題名の「カリーラ」と「ディムナ」は物語に登場するヒョウの名前であり、第1編「ライオンと牛」の主人公カラタカ（Karataka）とダマナカ（Damanaka）の名前が転訛したものである。1644年にフランスで『ビドパーイの物語』という題で訳されたが、ビドパーイは物語に登場する哲学者の名前に由来する。
イブン・アル＝ムカッファが訳した版はアラビア文学最古の散文とされ、アラビア語散文の規範となっている。
物語は、哲学者バイダバーがインド王の求めに対して、教訓を含んだ物語を語る形式をとっている。寓話には人間と動物が登場し、人間と動物を対等なものとしてみなすインドの精神世界が背景にあると考えられている。ペルシア、アラブ世界の人間にはこうした価値観は奇異なものであり、ムカッファ以後にイスラム世界に動物寓話を描く人間がほとんど現れなかった理由とも言われる。
宗教から離れて、人生の幸福を追求する点に物語の特徴がある。

## 物語の概要
インドのある地に、シャトラバという牛がいた。彼は人間の主人に飼われていて、農作業や牛車引きをするのが仕事だった。ある日、牛車を引いて主人を運んでいたシャトラバは泥道に足を取られ動けなくなった。主人はシャトラバの事を召使に託して先に行ってしまい、召使はシャトラバを助けようと試みるも力及ばず、シャトラバを見捨てて帰り、主人にはシャトラバが死んだと嘘をついたのだった。シャトラバは自力で泥から抜け出ると、彼の生まれ故郷であった豊穣たる草原に行って暮らし始めたが、同胞のいない草原には話し相手がおらず、あまりの寂しさに大きく鳴声を上げるのだった。その声は、草原のライオンキングの宮殿まで届いた。ライオンキングは初めて聞く牛の鳴声に大いに動揺した。
この様子を見て王を励ましたのが、ディムナである。ディムナはジャッカルで、カリーラという兄がいた。二人とも王の護衛を務めているが、弟のディムナは野心家で弁舌に優れていたため、王の最も信頼する近臣に上りつめた。とはいえ、王への忠心は本物で、王の強さに強く心服していたのである。一方のカリーラは、野心あふれる弟の行く末が心配で事あるごとに弟をたしなめるが、全てなしのつぶてであった。
ディムナは鳴声の主を探すために草原中を走り回った。王の心配を取り除くためである。そうして見つけたのは、見たことのない生き物、大きな角と巨体を持つ者、シャトラバであった。ディムナは雄弁である。シャトラバに恐れることなく話しかけ、ライオンキングの偉大さを説き、宮殿には王の徳をしたって多くの動物がいることも伝え、宮殿に来るように言った。寂しい生活から抜け出したいシャトラバにとってはこの上なく魅力的な話で、二つ返事で承諾した。ディムナも、この巨大な動物が存外に温厚であることに安心した。
宮殿についたシャトラバは、すぐに王に謁見した。その巨体と剛力、そして優しい性格のシャトラバに、王は深い関心を持った。二人が親友となるのは自然なことだった。この状況が面白くない者がいた。ディムナである。ディムナは王が最も信頼する家臣である。しかし、シャトラバと王は親友である。君臣の間柄ではない。シャトラバとディムナでは、信頼というものの質が違う。このままでは、自分の地位がシャトラバに奪われてしまいかねない・・・。そう考えたディムナは地位の保全のために陰謀を企んだ。シャトラバを追放するのだ。
ディムナは、この計画を兄のカリーラに打ち明けて協力を仰いだ。カリーラはたしなめた。その計画は誰のためにもならない。危険だからやめろ、と。ディムナの計画というのは、シャトラバについて讒言することである。実直なカリーラには受け入れがたい計画だ。長い口論のあとでディムナは去っていった。カリーラは弟の罪を王に言うことができなかった。兄弟の情である。しかし、この話合いを聞いている者がいたのだった。
ディムナは全ての準備を終え、王に謁見するとシャトラバが王位を得ようと画策していることを丁寧に説明し、彼を追放するか殺すことを勧めた。信頼のおけるディムナの言うことであるが、シャトラバは親友である。王は半信半疑のまま、とりあえずシャトラバを宮殿に呼んで尋問することにした。呼びだされたシャトラバは、怖さのあまり震えていた。この様子を見たディムナは、すかさず王に言った。シャトラバは王への怒りと殺意にふるえているので、ただちに殺さないと危険だ、と。王は悲しみをこらえながら、シャトラバを自らの口で殺す決意をした。一方のシャトラバはどうして怖がり、震えていたのだろうか。実は、シャトラバを宮殿に召喚する役目もディムナが行っており、その際に、王がシャトラバをだまし討ちして食べようとしていると嘘を言ったのである。シャトラバは当初、この話を信じようとしなかったが、ディムナが王の近臣であること、そして、己が草食動物で、王は肉食動物であることから捕食関係にあることからあり得る話であると得心して、大いに恐れはじめた。心情の変化を察したディムナは追い打ちをかけた。あなたより速く走れる者が、宮殿には多くいる。逃げることはできない、と。おとなしく食べられるか、それとも・・・。シャトラバは、一か八か王に挑むことを決意した。決意してもなお恐れを抱きながら、宮殿に来たのである。そうして、二人は対決することになった。両者とも、戦いの前に一切の会話を交わすことがなく、誤解を解く機会は訪れなかった。一対一の戦いは、ライオンキングがシャトラバを食い殺すことで終わった。王自身もかつてないほどの重傷を負った。ディムナはその地位を守り抜くことに成功したのである。
ところが、ディムナの企みを漏れ聞いていたものがいた。王の近臣の一人である、ヒョウである。彼は陰謀が実際に行われた様を見て意を決し、王の母に事実を伝えたのである。ただし、他言無用と念を押して。王母は、子であるライオンキングのところへ行くと、先の決闘で後悔していることはなにか、浅慮で行動しなかったか、などと責め、ディムナが陰謀を企んでいたことを示唆したのである。王母の激しい追及の中、偶然やってきたディムナは王命により投獄されることになった。この時点では、王にシャトラバについて讒言した疑いによるものである。刑務所にいるディムナのところに、兄のカリーラがやってきた。ディムナはカリーラと話すうちに、彼が行った陰謀の全てを打ち明けた。それを偶然聞いていたのは、近くの牢獄にいたチーターである。彼はディムナによって投獄されていたのだが、真実を知ってしまったことと、私怨による復讐の思いから裁判での証言者として名乗りを上げた。しかし裁判の時も、ディムナは持ち前の弁舌能力で巧みに答弁し、危機を切り抜けた。この裁判の間、弟の凶行を止められなかった罪悪感と悲しみでカリーラは死んだ。王は確実な証拠を集めるため、王母に情報提供者の名を明かすよう圧力をかけ、自信の近臣であるヒョウが証言者であることを突き止め、彼を法廷に立たせた。その証言は人物の信頼性と話の信ぴょう性からも揺るぎようもなく、判決を下すには十分であった。こうして、ライオンキングは王への反逆の罪でディムナに死刑判決を言い渡し、即刻処刑されたのである。

## 歴史と普及
サーサーン朝の王ホスロー1世によってインドに派遣された医師ブルズーヤが医学書と共に持ち帰った寓話集『パンチャタントラ』が元になっている。ホスロー1世の命令により、ペルシアにもたらされた『パンチャタントラ』はブルズーヤによってサンスクリットからパフラヴィー語に訳される。ブルズーヤは翻訳にあたり、『パンチャタントラ』に収録されている5編の物語に『マハーバーラタ』の3つの物語を加えたと言われる。さらにその後、重訳の度に物語が追加されていく。
570年ごろ、シリアの司教代理巡察使ブードにより、パフラヴィー語版『パンチャタントラ』はシリア語に訳される。8世紀にイブン・アル＝ムカッファによってパフラヴィー語版はアラビア語に重訳され、『カリーラとディムナ』が成立した。『カリーラとディムナ』はイブン・アル＝ムカッファのアラビア語版を元として、シリア語、ペルシア語などの多くの言語に訳された。
11世紀末にはシチリア王国でギリシャ語に訳され、後にラテン語に訳される。1251年には、トレドのアルフォンソ10世の宮廷でカスティーリャ語版が完成した（en）。ギリシャ語版とカスティーリャ語に加え、ヘブライ語版と12世紀のペルシア語版により、『カリーラとディムナ』はヨーロッパに普及する。
原典である『パンチャタントラ』の訳本と『カリーラとディムナ』の訳本は合わせて60か国語に訳され、約200種類の版が存在する。分布範囲は聖書に次ぎ、ゲーテの『ライネケ狐』、ジャン・ド・ラ・フォンテーヌの寓話、グリム童話、アンデルセン童話に影響を与えたと言われる。

## イランにおける変遷
最古のペルシア語訳は10世紀の詩人ルーダキーがアラビア語から訳したものだとされているが、詩の大部分は失われている。
12世紀にガズナ朝のバフラーム・シャーに奉げられたナスルッラーの作品がルーダキー版に次いで古いペルシア語訳と考えられている。ナスルッラーは作中に新たにアラビア詩を挿入し、クルアーンとハディースの語句を引用した。数あるペルシア語の訳本の中でも、ナスルッラー版は最も評価が高く、雄弁の規範とされている。ナスルッラー版は多くの写本が作られたが、誤記、改竄、新たな物語の挿入により、原本と異なるものとなった。
15世紀末にはホセイン・ワーイズ・カーシュフィーにより『天蓋の光』の題で訳され、アブル・ファズルはムガル皇帝アクバルに『知識の試金石』と題した本を献呈した。
イラン・イスラム共和国においては、『カリーラとディムナ』は学校の教材として使用されている。

## 構成
1. 「ライオンと牛」
2. 「ディムナ事件の取り調べ」
3. 「数珠掛け鳩」
4. 「みみずくと烏」
5. 「猿と亀」
6. 「信心家といたち」
7. 「イブラードとイーラフトとインド王シャードラム」
8. 「猫とねずみ」
9. 「王とクッバラ」
10. 「ライオンと山犬」
11. 「旅僧と金細工師」
12. 「王子とその友人たち」
13. 「牝ライオンと山犬」
14. 「修行者とその客」

## ギャラリー

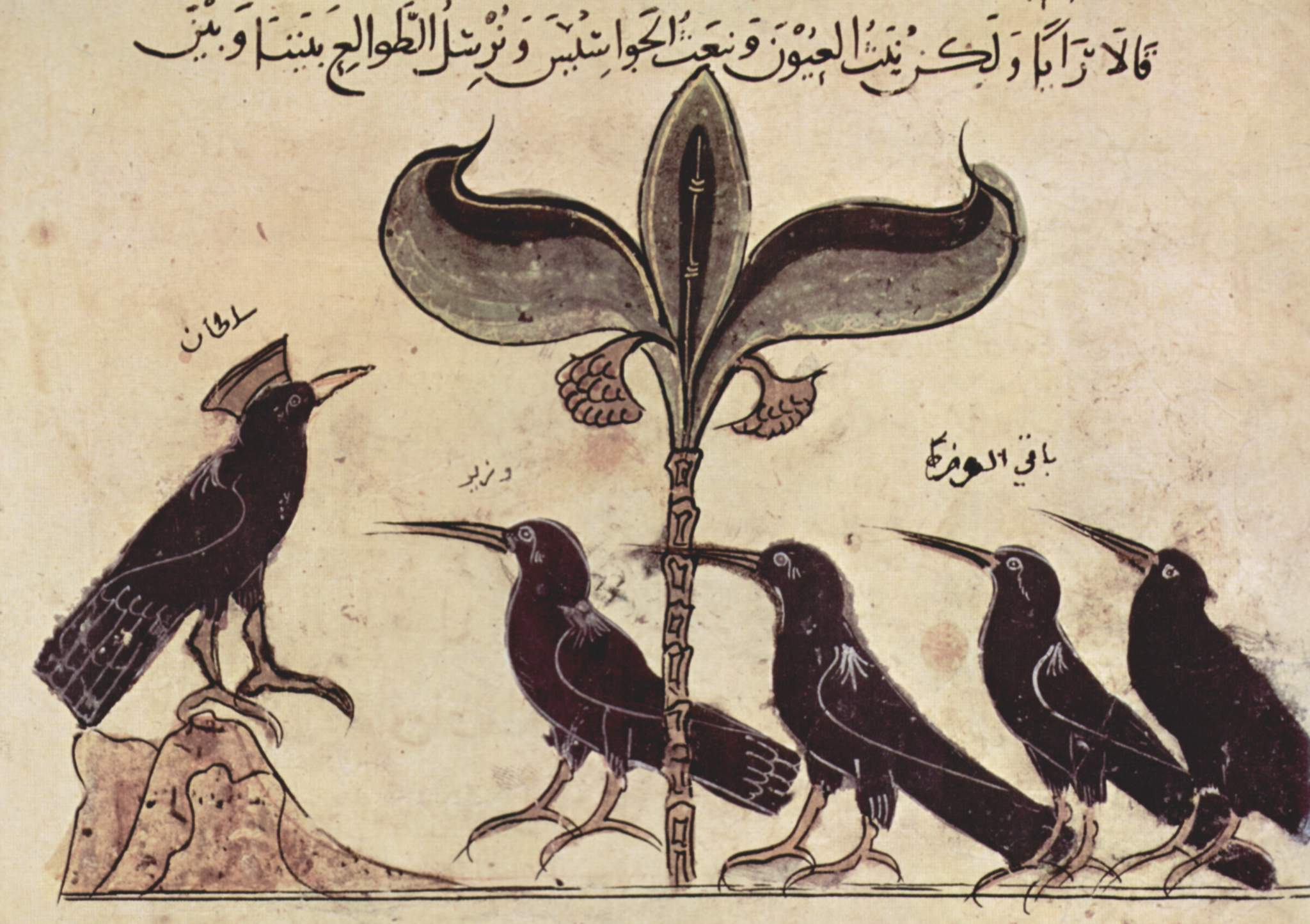
13世紀初頭のアラビア語写本の挿絵
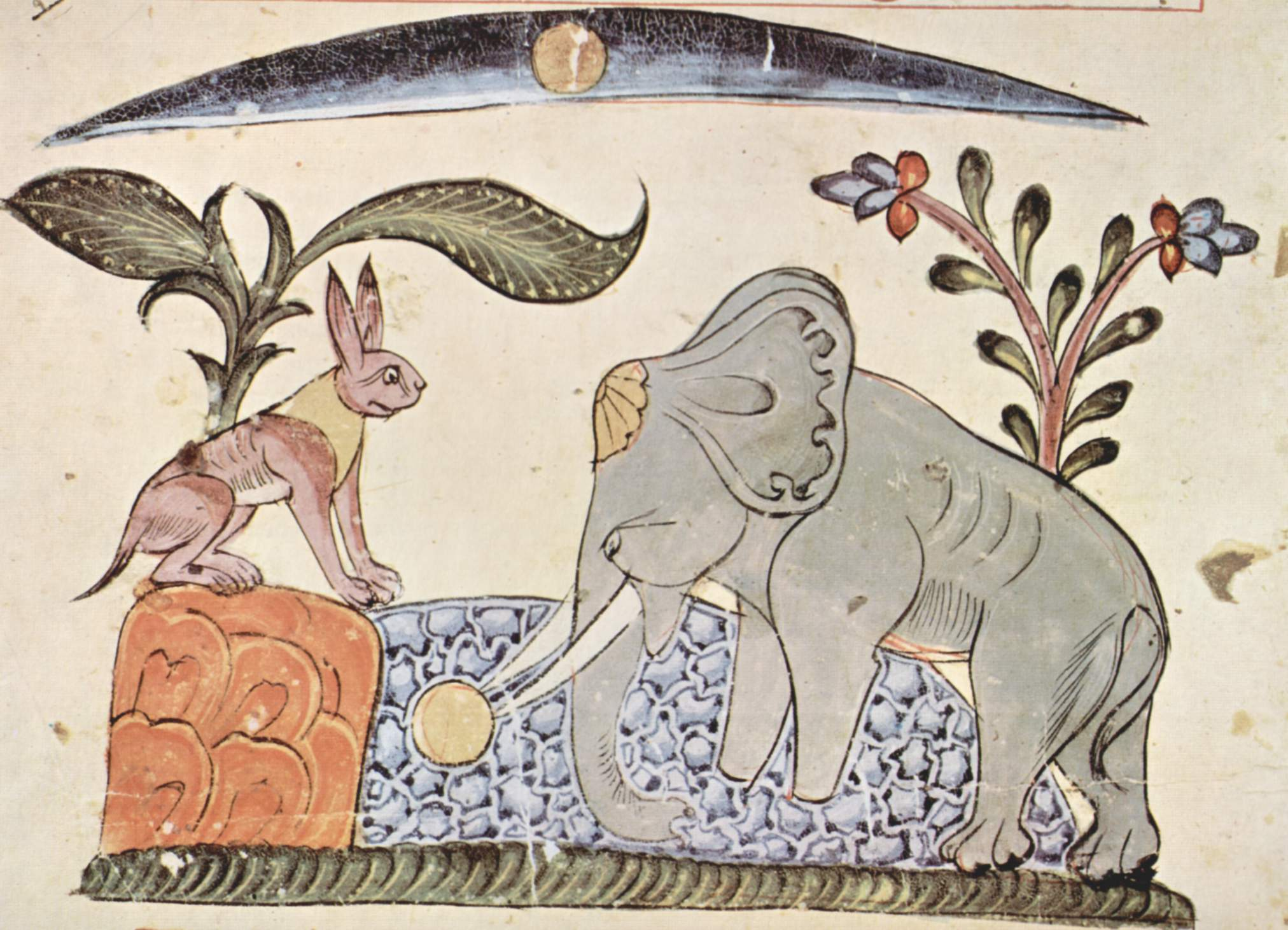
1354年のシリア語写本の挿絵
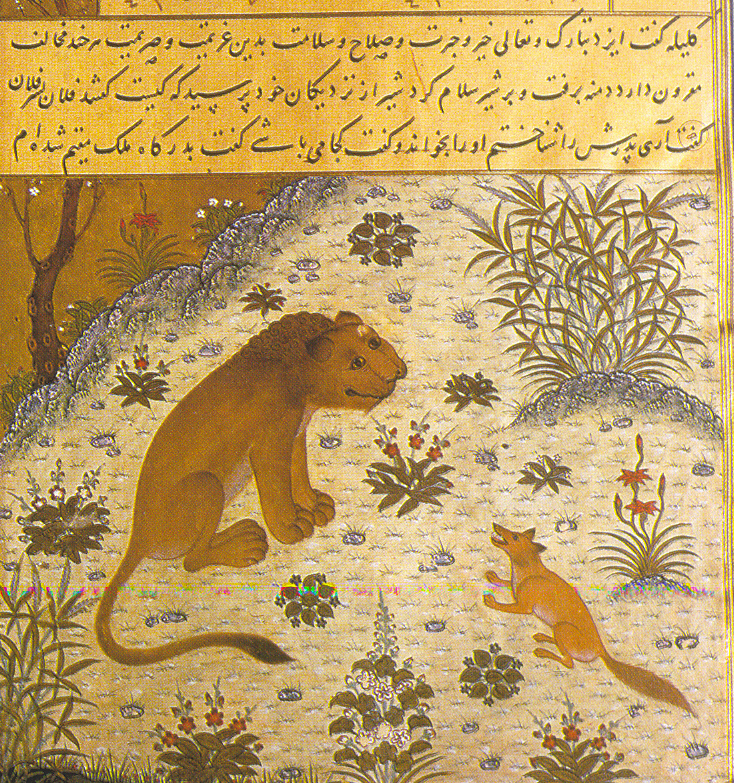
15世紀のペルシア語写本の挿絵（トプカプ宮殿蔵）